# Kapatagan (Lanao del Norte)
Kapatagan is een gemeente in de Filipijnse provincie Lanao del Norte in het noorden van het eiland Mindanao. Bij de laatste census in 2007 had de gemeente ruim 49 duizend inwoners.

## Geografie

### Bestuurlijke indeling
Kapatagan is onderverdeeld in de volgende 33 barangays:
| - Bagong Badian - Bagong Silang - Balili - Bansarvil - Belis - Buenavista - Butadon - Cathedral Falls - Concepcion - Curvada - De Asis | - Donggoan - Durano - Kahayagan - Kidalos - La Libertad - Lapinig - Mahayahay - Malinas - Maranding - Margos - Poblacion | - Pulang Yuta - San Isidro - San Vicente - Santa Cruz - Santo Tomas - Suso - Taguitic - Tiacongan - Tipolo - Tulatulahan - Waterfalls |

## Demografie
Kapatagan had bij de census van 2007 een inwoneraantal van 49.134 mensen. Dit zijn 6.351 mensen (14,8%) meer dan bij de vorige census van 2000. De gemiddelde jaarlijkse groei komt daarmee uit op 1,93%, hetgeen lager is dan het landelijk jaarlijks gemiddelde over deze periode (2,04%). Vergeleken met de census van 1995 is het aantal mensen met 12.128 (32,8%) toegenomen.

De bevolkingsdichtheid van Kapatagan was ten tijde van de laatste census, met 49.134 inwoners op 242,89 km², 202,3 mensen per km².